# Liste von Fotounternehmen in Dresden

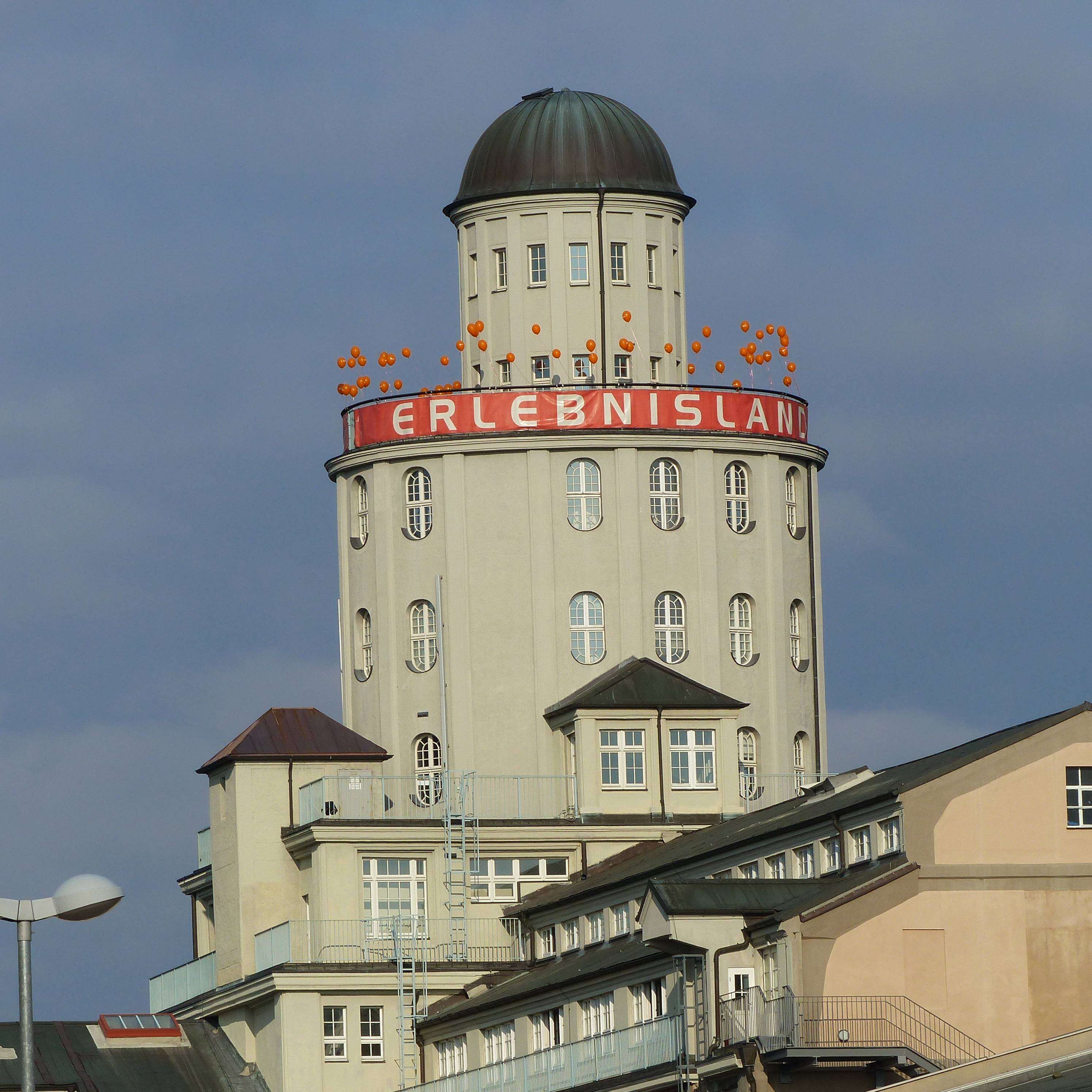
Ernemann-Turm als Wahrzeichen der Dresdner Fotoindustrie

Die ersten Hersteller von fotografischen Apparaten in Deutschland waren Friedrich Wilhelm Enzmann (1802–1866) und sein Bruder Carl Heinrich Enzmann, deren Werbeanzeige im Dresdner Stadtanzeiger vom 31. Oktober 1839 als Geburtsstunde der Dresdner Fotoindustrie gilt.
Seit der Gründung der Firma Dresdner Photographische Apparate-Fabrik Ernemann & Matthias durch Heinrich Ernemann im Jahr 1889 hat die Fotokamera-Herstellung in Dresden eine lange Tradition.
Im Jahr 1898 existierten in Dresden bereits drei große Kamerafabriken:
- Fabrik photographischer Apparate, vormals Richard Hüttig & Sohn
- Aktiengesellschaft für Kamera-Fabrikation Heinrich Ernemann
- Aktiengesellschaft für photographische Industrie Emil Wünsche[1][2][3]

## Liste von ehemaligen Kamerawerkstätten und Fotounternehmen in und um Dresden
Die Liste umfasst Unternehmen für die Fertigung von Fotoapparaten, Fotozubehör und optischen Geräten sowie Unternehmen für die Herstellung von Fotoplatten und Fotopapier.
| Name                                                   | Adresse | Bestehen  | Bemerkung |
| ------------------------------------------------------ | --- | --------- | --- |
| Altissa-Camera-Werk                                    | Johannstadt, Lortzingstraße 38 Ecke Fiedlerstraße (ehem. Trinitatisstraße) (Lage)                              | 1941      | urspr. Eilenburger Straße 6, bis 1940 Eho Kamera-Fabrik Emil Hofert GmbH, Inh.: Berthold Altmann, 1940–41 Amca-Camera-Werk Berthold Altmann, 1941–45 Altissa-Camera-Werk Berthold Altmann, 1945 zerstört, 1946 Neuanfang in Johannstadt, Blasewitzer Str. 17 und Gründung der ALDO-Feingeräte-Bau GmbH (ALDO = Altmann & Dosky), Fertigung von ALDO-Mikroskopen und ALDO-Mikroskopkameras, 1952 enteignet, 1953 VEB Altissa-Camera-Werk, später zu VEB Pentacon |
| Eho Kamera-Fabrik – Emil Hofert GmbH                   | Striesen, Eilenburger Straße 6 (Lage)                                                                          | 1904–1940 | 1904–27 Photographische Manufaktur Ingenieur Richard Knoll, 1927–31 Fabrik photografischer Artikel Emil Hofert vorm. Richard Knoll, 1931–35 Eho Kamera-Fabrik Emil Hofert GmbH, 1937 Eho Kamera-Fabrik Emil Hofert GmbH, Inh.: Berthold Altmann, als Altissa-Camera-Werk weitergeführt |
| Balda-Werk                                             | Tolkewitz, Wilischstraße 1 (Lage)                                                                              | 1908–1956 | gegr. von Max Baldeweg in Laubegast, Donathstraße 3 (ehem. Seidnitzer Straße 3), 1908–1913 Fabrik für photografische Apparate, Kassetten und Zubehörteilen für die Dresdner Kameraindustrie, ab 1913 Balda-Werk Max Baldeweg, ab 1951 VEB Belca-Werk, ab 1957 Eingliederung in den VEB Kamera-Werke Niedersedlitz |
| Certo-Kamera-Werk                                      | Großzschachwitz, Pirnaer Landstraße 227 (ehem. Pirnaische Straße 11 bzw. Peterswalder Landstraße 11–13) (Lage) | 1902–1985 | gegr. 1902 von Alfred Lippert und Karl Peppel, Peppel & Lippert Fabrik photographischer Kameras in Johannstadt, Hertelstr. 35, ab 1905 Certo GmbH, ab 1906 Certo Fabrik photographischer Apparate und Bedarfsartikel GmbH, ab 1917 Certo, Inh.: Emil Paul Zimmermann, 1937 Fritz von der Gönna, 1972 verstaatlicht, VEB Certo-Kamerawerk Dresden |
| Ernemann-Kamerawerke AG                                | Striesen, Schandauer Straße 48 / Junghansstraße 1 (Lage)                                                       | 1889      | Firma Ernemann bis 1892 in der Wilsdruffer Vorstadt, Güterbahnhofstraße 10, danach bis 1896 in der Pirnaischen Vorstadt, Kaulbachstraße 13, Firma Heinrich Ernemann, ab 1898 Ernemann-Kamerawerke in der Junghansstraße 2, Neubau 1915–18 und 1922–23 in der Junghansstraße 1–3 von den Architekten: Emil Högg und Richard Müller – beide Gebäude unter Denkmalschutz ID-Nr. 09213304, ab 1926 Zeiss-Ikon AG |
| Optisches Werk Ernst Ludwig Weixdorf                   | Lausa (OT von Weixdorf), jetzt OT von Dresden                                                                  | 1924–1980 | Herstellung von Objektiven, 1972 verstaatlicht, VEB Optisches Werk Weixdorf, 1980 Teil des Kombinats VEB Pentacon, ab 1985 in den VEB Kamerafabrik Freital eingegliedert |
| Filmosto, Filmdienst Jost & Co. KG                     | Pirnaische Vorstadt, Pestalozzistraße 12 (Lage)                                                                | 1924–1959 | gegr. als Filmdienst Jost & Co. KG, Herstellung von Projektoren, ab 1932 Filmosto-Projektion GmbH, ab 1937 Filmosto-Projektoren Johannes Jost, 1945 zerstört, 1948 enteignet, VEB Filmosto-Projektion Dresden, ab 1956 VEB Aspecta Dresden, 1959 Übernahme durch den VEB Kamera- und Kinowerke |
| Hamaphot, Martin Hanke & Co.                           | Johannstadt, Fetscherstraße 60 (ehem. Fürstenstraße 60) (Lage)                                                 | 1923      | gegr. 1923 in Dresden von dem damals 18-jährigen Fotografen Martin Hanke als Hamaphot Martin Hanke & Co. KG, Photo-Großhandel und Herstellung von Laborgeräten und Aufnahmezubehör, z. B. Filtersätze für Kameras, 1945 zerstört, danach Neuaufbau des Unternehmens in Monheim |
| Hüttig & Sohn Kamerawerk                               | Striesen, Schandauer Straße 74, 76 (Lage)                                                                      | 1887–1909 | gegr. 1862 in Berlin von Richard Hüttig, Hüttig & Sohn Kamerawerk in Johannstadt, Elisenstr. 6, danach Schandauer Straße 34, 1897–1909 Richard Hüttig AG, ab 1909 Internationale Camerafabriken Aktiengesellschaft (ICA AG), ab 1926 Zeiss Ikon AG, 1945 zerstört |
| Ihagee Kamerawerk Steenbergen & Co.                    | Striesen, Schandauer Straße 24 und Augsburger Straße (Lage)                                                    | 1912      | gegr. 1912 von Johan Steenbergen (1886–1967) als Industrie- und Handelsgesellschaft mbH, später Ihagee, in Friedrichstadt, Semmelweisstraße 8 (Marcolinistraße 8), ab 1923 Ihagee Kamerawerk Steenbergen & Co, Zweigwerk Augsburger Straße, Modelle: „Leica“, „Paff-Reflex“, „Exakta“ und „Kine Exakta“ (Entwickler: Karl Nüchterlein), ab 1942 als Ihagee Kamerawerk AG verstaatlicht, 1945 zerstört, seit 1946 Firmensitz im ehem. Delta-Werk der Zeiss Ikon AG auf der Blasewitzer Straße 41, ab 1970 zum VEB Pentacon gehörend, nach 1990 aufgelöst |
| Internationale Camera Actiengesellschaft, ICA AG       | Striesen, Schandauer Straße 76 (Lage)                                                                          | 1909–1926 | Zusammenschluss der Unternehmen Emil Wünsche AG, Hüttig AG, Dr. Krügener AG Frankfurt/M. und der Kameraabteilung Carl Zeiss Jena zur ICA A.-G. Modelle: Ica-Trilby, Ica-Reicka, Icarette, Ica-Tropica, Ica-Spiegelreflex-Künstlerkamera und ICA Klappreflex-Künstlerkamera, ab 1926 Zeiss Ikon AG, 1945 zerstört |
| Ferdinand Franz Meyer                                  | Dresden-Blasewitz                                                                                              | 1897      | ab 1919 Arthur Zimmermann und Ernst A. Stoy |
| Kamerawerkstätten Guthe & Thorsch (KW)                 | Dresden-Seevorstadt, Ferdinandplatz 1 (Lage)                                                                   | 1915      | ab 1919 Kamerawerkstätten von Paul Guthe und Benno Thorsch in der Pirnaischen Vorstadt, Serrestraße 5 und 12 sowie Zinzendorfstraße 48, 1926 Guthe & Thorsch Kamerawerkstätten, 1945 zerstört |
| Guthe & Thorsch                                        | Niedersedlitz, Bismarckstraße 56 (Lage)                                                                        | 1915      | gegr. 1915, zunächst in der Pirnaischen Vorstadt, Serrestraße 12 / Zinzendorfstraße 48, später in Gruna, Bärensteiner Straße 30 / Eibenstocker Straße, bis 1938 Kamerawerkstätten von Paul Guthe und Benno Thorsch in Niedersedlitz, ab 1938 Kamera-Werkstätten Dresden-Niedersedlitz, Inh. Charles Noble |
| Kamera-Werke Niedersedlitz                             | Niedersedlitz, Bismarckstraße 56 (Lage)                                                                        | 1915      | gegr. 1915, Guthe & Thorsch, ab 1938 Kamera-Werkstätten Charles A. Noble, Inh. Charles Noble, 1946 enteignet, 1953 VEB Kamerawerk Niedersedlitz (KWN), ab 1959 VEB Kamera- und Kinowerke Dresden (KKWD), 1964 zum VEB Pentacon Dresden Kamera- und Kinowerke, ab 1991 Kamera-Werke Noble GmbH, ab 1998 Kamera-Werke Dresden GmbH (KWD), Gebäude unter Denkmalschutz ID-Nr. 09215976 |
| Thowe Kamera Werk AG                                   | Freital-Potschappel                                                                                            | 1914–1932 | gegr. von Thowe und Woldemar Beier |
| Kamera-Fabrik Woldemar Beier                           | Freital, Obere Dresdner Straße 127 / Krönertstr. 3 (Lage)                                                      | 1923      | gegr. von Woldemar Beier, zunächst in der Richard-Wagner-Straße, Freitaler Kameraindustrie Beier & Co., Kleinbild-Sucherkamera Beirette, ab 1930 Fertigung der Boxkameras, ab 1937 in Freital, Krönertstraße 3, nach Demontage bis 1949 Wiederaufbau, 1972 verstaatlicht, VEB Kamerafabrik Freital (KFF), 1980 in das Kombinat VEB Pentacon eingegliedert, 1992 aufgelöst |
| Karl Pouva KG                                          | Freital, Güterbahnhofstraße (Lage)                                                                             | 1939      | gegr. von Karl Pouva (1903–1989), Herstellung von Dia-Projektoren, VEB Fototechnik Freital, ab 1951 Fertigung der einfachen Sucherkamera 6x6 Pouva start aus Bakelit (von 1951 bis 1972 über 1,7 Millionen Stück produziert), 1972 verstaatlicht, ab 1973 VEB Kamerafabrik Freital |
| Fabrik photographischer Apparate Franz Kochmann        | Johannstadt, Blasewitzer Straße 64, 66 (Lage)                                                                  | 1921–1938 | gegr. 1921 von Franz Kochmann, 1921–27 Fabrik photographischer Apparate, 1938 arisiert und als Korelle-Werk weitergeführt, 1945 zerstört |
| Korelle-Werk, Kamerawerk Franz Kochmann                | Striesen, Fiedlerstraße 42/44 (ehem. Trinitatisstraße 42/44) / Augsburger Straße 3 (Lage)                      | 1927      | ab 1927 Korelle-Werk Franz Kochmann, 1938 arisiert (Franz Kochmann emigriert), ab 1938 Korelle-Werk G. H. Brandtmann, 1945 zerstört |
| Mimosa AG Dresden                                      | Gruna, Bärensteiner Straße 31 / Hepkestraße 115 / Eibenstocker Straße (ehem. An der Mimosa 2) (Lage)           | 1904–1991 | 1911 Übernahme der Rheinischen Emulsions-Papier-Fabrik, ab 1913 Mimosa AG, fotografische Papiere in Gruna, Rosenbergstraße 32, 1948 enteignet, ab 1949 VEB Mimosa, Fertigung von Fotoapparaten, 1957 VEB Fotopapierwerk Dresden, 1990 privatisiert, danach liquidiert |
| Mentor-Kamerafabrik Goltz & Breutmann                  | Pirnaische Vorstadt, Pillnitzer Straße 49 (Lage)                                                               | 1906–1980 | bis 1921 Goltz & Breutmann OHG, Inhaber Gustav Adolf Heinrich, Hugo Breutmann, 1945 zerstört, 1972 verstaatlicht, VEB Mentor Großformatkameras Dresden, 1980 in den VEB Pentacon integriert |
| Pentacon                                               | Striesen, Schandauer Straße 48 / Junghansstraße 1 (Lage)                                                       | 1964–1991 | VEB Pentacon Dresden Kamera- und Kinowerke Dresden durch Zusammenschluss der Betriebe: VEB Kinowerke Dresden, VEB Kamera-Werke Dresden, VEB Welta-Kamera-Werk Freital/Sa., VEB Altissa-Camera-Werk Dresden und VEB Aspecta Dresden. Modelle: Praktica, Prakti, Pentina, Penti, ab 1964 VEB Pentacon Dresden, bis 2015 Pentacon GmbH |
| Welta-Kamera-Werk Freital                              | Freital, Leßkestraße 10 (ehem. Augustusstraße 10) (Lage)                                                       | 1914–1964 | gegr. von Walter Waurich and Theodor Weber, urspr. Weeka-Kamera-Werk, ab 1919 Welta-Kamera-Werk Freital, 1946 enteignet, 1950 Übernahme des Reflekta-Kamerawerks Tharandt, ab 1959 Kamera Penti, 1964 zum VEB Pentacon |
| Emil Wünsche AG                                        | Reick, Mügelner Straße 40 (Lage)                                                                               | 1898–1909 | entstanden 1894/95 durch Kauf der Kamerahersteller Paul Förster und Louis Lang, 1898 Emil Wünsche Aktiengesellschaft für photographische Industrie in Dresden-Reick, ab 1909 Ica AG, Erweiterungsbau vom Architekten Curt Reimer |
| Zeiss Ikon                                             | Striesen, Glashütter Straße 101 (Lage)                                                                         | 1926      | entstanden durch Zusammenschluss verschiedener Kamerawerke, u. a. Ernemann-Kamerawerke A. G. und ICA-AG Richard Hüttigs, zur Zeiss-Ikon AG mit Stammsitz in Dresden; neuer Firmensitz erbaut 1936–38, Architekten: Emil Högg, Georg Rüth. Es existierten folgende Zweigstellen: - Alpha-Werk in Dresden-Plauen, Bienertstraße 1 - Beta-Werk in Dresden-Seevorstadt, Victoriastraße 3 - Gamma-Werk in Dresden-Striesen, Altenberger Straße 48 - Delta-Werk in Dresden-Striesen, Blasewitzer Straße 41 - Kappa-Werk in Dresden-Leuben, Sachsenwerkstraße 53 (jetzt Reisstraße 40a) - Lambda-Werk in Heidenau, Bismarckstraße 21 (jetzt Ernst-Thälmann-Straße 21) - My-Werk in Dresden-Striesen, Kipsdorfer Straße 93 Enteignung 1946/48, danach VEB Zeiss Ikon Dresden und Zeiss Ikon AG Stuttgart, ab 1949 Fertigung von Kinomaschinen sowie von Schmalfilmkameras und Zeitlupenkameras, ab 1959 VEB Kamera- und Kinowerke |
| Deutsche Kinematographen-Werke GmbH                    | Johannstadt, Blasewitzer Straße 70 (Lage)                                                                      | 1906      | urspr. in Striesen, Mosenstraße 33 |
| Peppel & Lippert Dresden                               | Johannstadt, Hertelstraße 35 (Lage)                                                                            | 1902–1905 | gegr. 1902 von Alfred Lippert und Karl Peppel, Werkstatt zur Herstellung photographischer Apparate, 1905 Übernahme durch die Certo GmbH |
| Reflekta-Kamerawerk Tharandt                           | Tharandt bei Dresden                                                                                           | 1900–1950 | gegr. von Ferdinand Merkel, Camera-Werk Ferdinand Merkel Tharandt, Fertigung von Tropenkameras, Kamerabau Merkel & Co., 1932 nach Insolvenz von Fritz Richter übernommen, Kamera-Werk C. Richter Tharandt, zweiäugige Spiegelreflexkamera Reflecta (1931), 1946 enteignet, ab 1948 VEB Reflecta-Kamera-Werk Tharandt, 1950 Angliederung an den VEB Welta-Kamera-Werke |
| Alfred Brückner Rabenau                                | Rabenau bei Dresden                                                                                            | 1900–1960 | Herstellung von Reise- und Atelierkameras, 1960 Einstellung der Kamera-Herstellung |
| Müller & Wetzig                                        | Johannstadt, Dürerstraße 100 / Nicolaistraße 15 (Lage)                                                         | 1899–1951 | Spezialfabrik für Projektions- und Vergrößerungs-Apparate Müller & Wetzig in Johannstadt, Haydnstraße 9, 1937 Müller & Wetzig OHG, 1945 zerstört, danach M&W Vergrößerungsgeräte-Werk, nach Enteignung VEB Vergrößerungsgeräte-Werk, 1951 Übernahme durch den VEB Filmosto-Projektion Dresden |
| Unger & Hoffmann AG                                    | Johannstadt, Reißigerstraße 36–40 (Lage)                                                                       | 1890–1926 | Verax-Photo-Platten Unger & Hoffmann, ab 1890er Jahre Herstellung von Projektoren und Kameras, 1926 Übernahme durch die Mimosa AG |
| Fabrik photographischer Apparate H. Feiertag           | Striesen, Hüblerplatz 2 (Lage)                                                                                 | 1920      | Gebäude mit Hintergebäude (Gewerbegebäude) unter Denkmalschutz ID-Nr. 09213440 |
| Zeh-Camera-Fabrik (Zeca)                               | Löbtau, Deubener Straße 29 (Lage)                                                                              | 1902–1948 | gegr. 1902, 1903–1948 Camera-Fabrik Paul Zeh Dresden (Zeca), 1948 Schließung des Werks |
| G. Heyde KG                                            | Friedrichstadt, Friedrichstraße 18 (Lage)                                                                      | 1872      | gegr. von Gustav Heyde, Fabrik für optische und mechanische Präzisionsgeräte, 1946 enteignet, 1949 VEB Optik-Feinmess Dresden, 1952 VEB Feinmess Dresden, 1990 privatisiert als Feinmess Dresden GmbH |
| Gebrüder Werner – Fabrik photographischer Verschlüsse  | Tharandt, Talmühlenstraße 36 (Lage)                                                                            | 1912–1990 | gegr. 1912 durch Otto und Alfred Werner in Freital-Deuben, ab 1923 in der Klippermühle Tharandt, ab 1931 im Gelände Talmühlenstr. Nr. 3b (jetzt Nr. 36) in Tharandt, 1972 verstaatlicht, VEB Fotoverschlüsse Tharandt, 1974 Angliederung an den VEB Kamerafabrik Freital |
| Photolux Belichtungsmesser GmbH Dresden                | Dresden-Albertstadt                                                                                            | 1928–1935 | Fertigung elektrischer Belichtungsmesser |
| Mikrolux Feinmechanik Dresden                          | Südvorstadt, Uhlandstraße 31 (Lage)                                                                            | 1948      | gegr. 1948 von Bernhard Pietrucha, Fertigung von Dia-Projektoren, Mikroskopen und Reprogeräten |
| Schmehle Nachf. (Reflektus)                            | Plauen, Klingenberger Straße 11 (Lage)                                                                         | 1922      | 1922 Hugo Schmehle Nachf., Gebr. Diendorf, Herstellung von Projektoren, 1945 zerstört |
| Eugen Loeber                                           | Dresden-Neustadt, Ritterstrasse 12 (Lage)                                                                      | 1904      | Eugen Loeber – Photographische Manufactur, Reisekameras, Klappkameras und Laufbodenkameras sowie Operngläser |
| Hugo Stöckig & Co.                                     | Johannstadt, Fetscherstraße 97 (ehem. Fürstenstraße 97) Ecke Fiedlerstraße (ehem. Trinitatisstraße) (Lage)     | 1901      | Camera-Grossvertrieb "Union", Hugo Stöckig & Co. Dresden mit Niederlassungen in Berlin, Bodenbach und Zürich, Fürstlich-Lippischer Hoflieferant, 1901–1907 Versandhandel von Ernemann-Produkten unter der Eigenmarke Union, siehe auch , ab 1941 Agfa-Photo GmbH, 1945 zerstört |
| Bernhard Eichapfel                                     | Dresden | 1937      | Fertigung von BEDA-Filtersätzen für Foto-Kameras |
| ERKO Fotowerk Radewensky & Koszuszek OHG               | Freital | 1923–1934 | ab 1924 ERKOS GmbH – Optische Anstalt, Objektivfertigung, Inh.: Koszuszek |
| Photographische Manufaktur Gebrüder Huth               | Dresden | 1886–1937 | Photographische Manufaktur Gebr. Huth, ab 1899 als Sächsische Albuminpapierfabrik Gebrüder Huth, Herstellung von Fotopapier |
| Fabrik photographischer Apparate Ing. Richard Knoll    | Striesen, Eilenburger Straße                                                                                   | 1910–1927 | gegr. 1892 in Leipzig, 1910 durch Karl Hubert Schaupt nach Dresden verlegt, Fertigung von Laufbodenkameras und Kamera-Verschlüssen (Simplex-Universalverschluss), ab 1927 Eho Kamera-Fabrik |
| Schmitz & Thiemann Camera-Fabrik                       | Tharandt | 1923–1932 | Kamera-Herstellung bis 1932 |
| Stein & Binnewerg Freital                              | Freital | 1925–1964 | Hersteller von Kamera-Verschlüssen, 1964 Übernahme durch Heinz Rumberg und Weiterführung als Feinmechanische Werkstatt |
| Jos. Schneider Feinwerktechnik GmbH und Co. KG Dresden | Seidnitz, Enderstraße 92 (Lage)                                                                                | 1991–1998 | ab 1998 Weiterführung durch die Pentacon GmbH Foto- und Feinwerktechnik |

## Bildergalerie

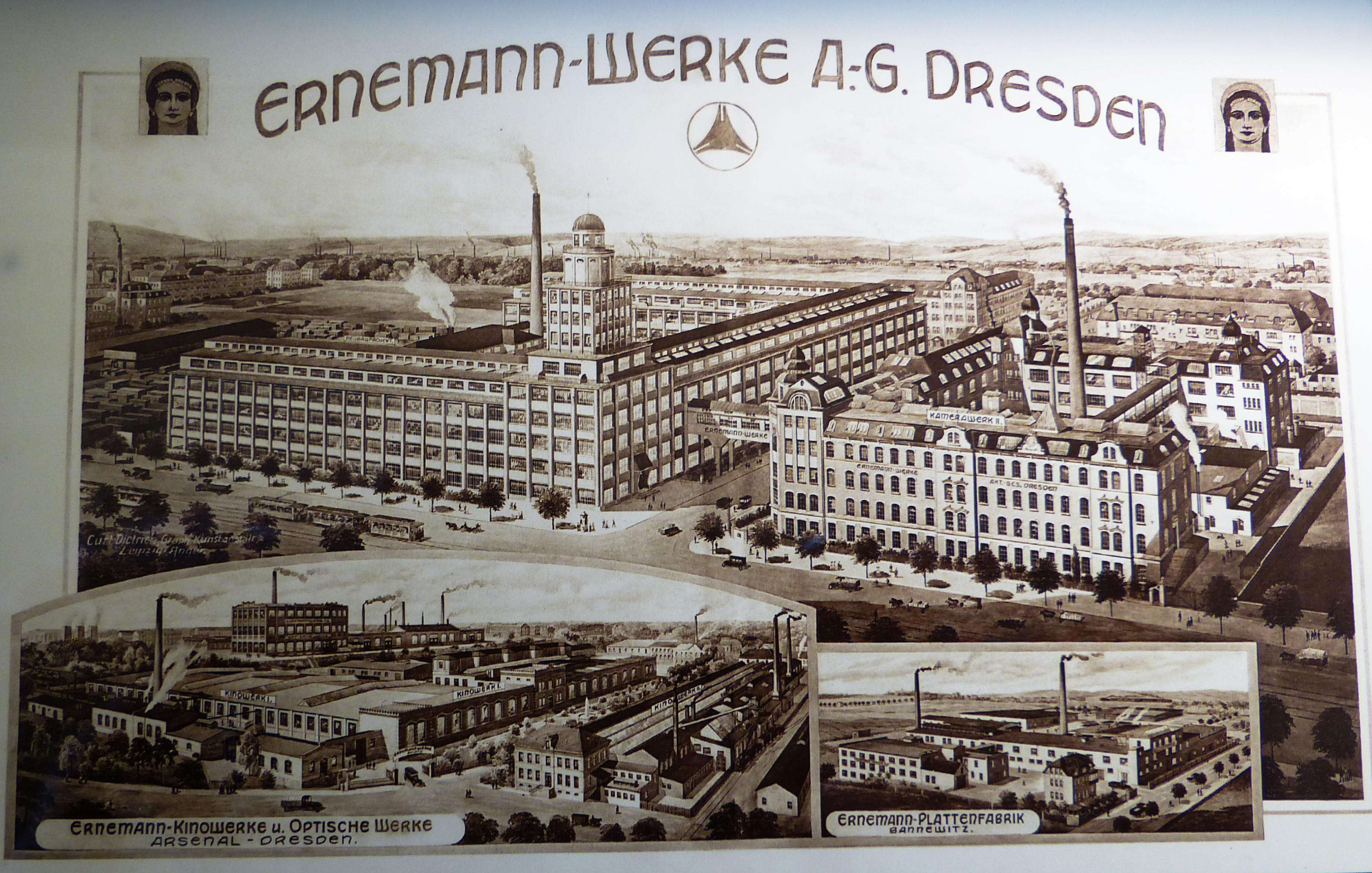
Ernemann-Werke AG Dresden
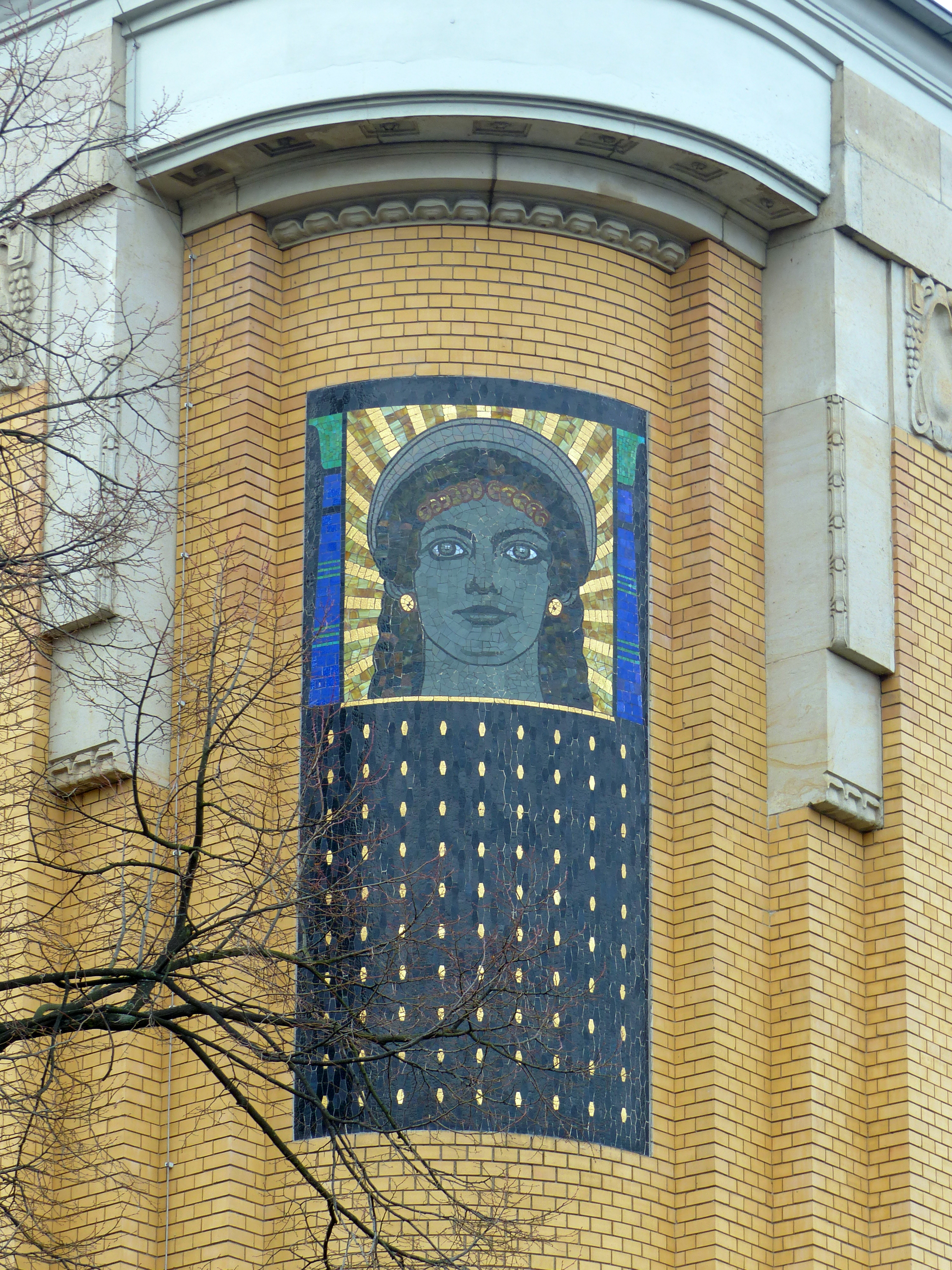
Ernemann-Lichtgöttin von Hans Unger
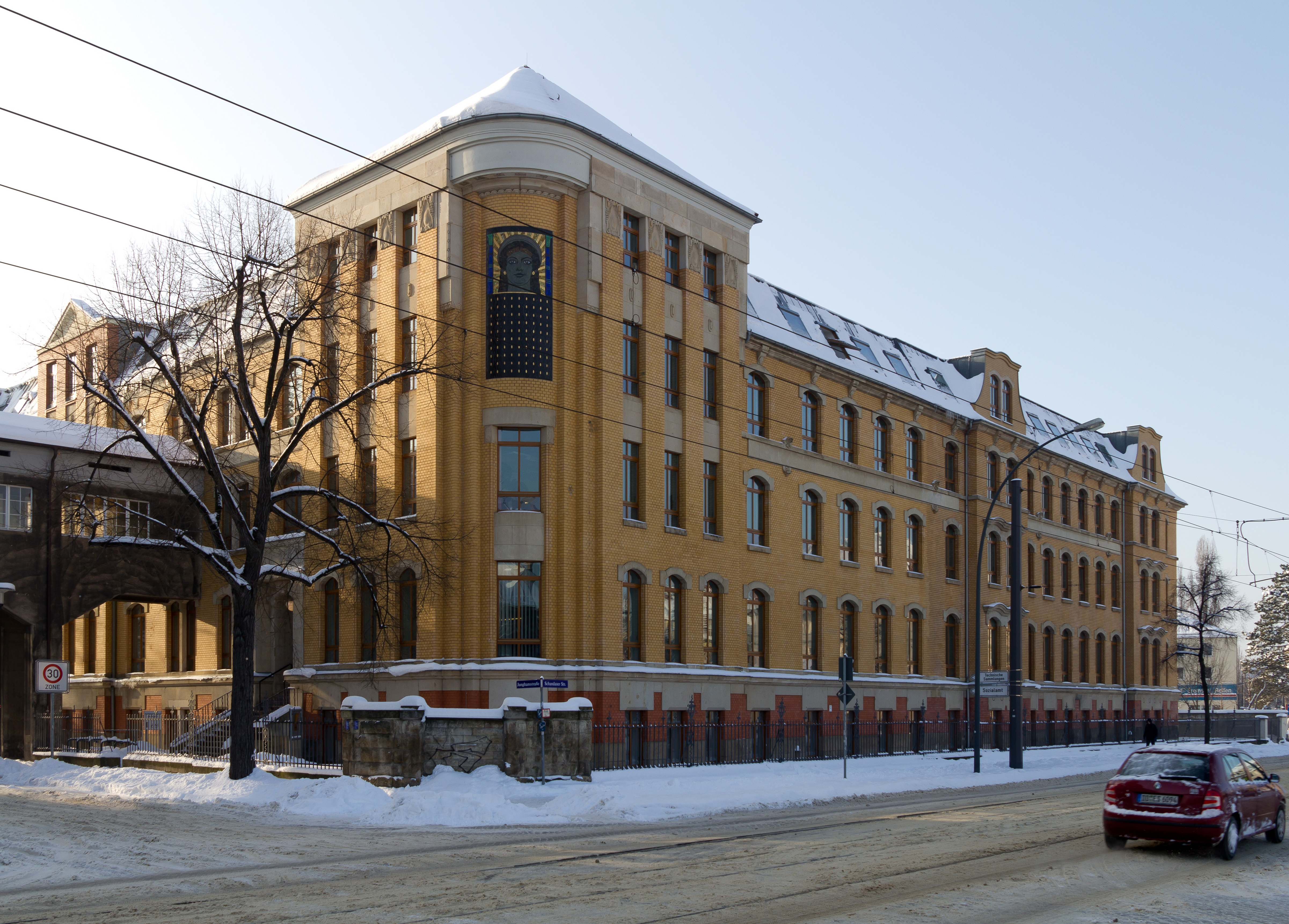
Ehem. Ernemann-Werke von 1898 in Striesen, Schandauer Straße 48
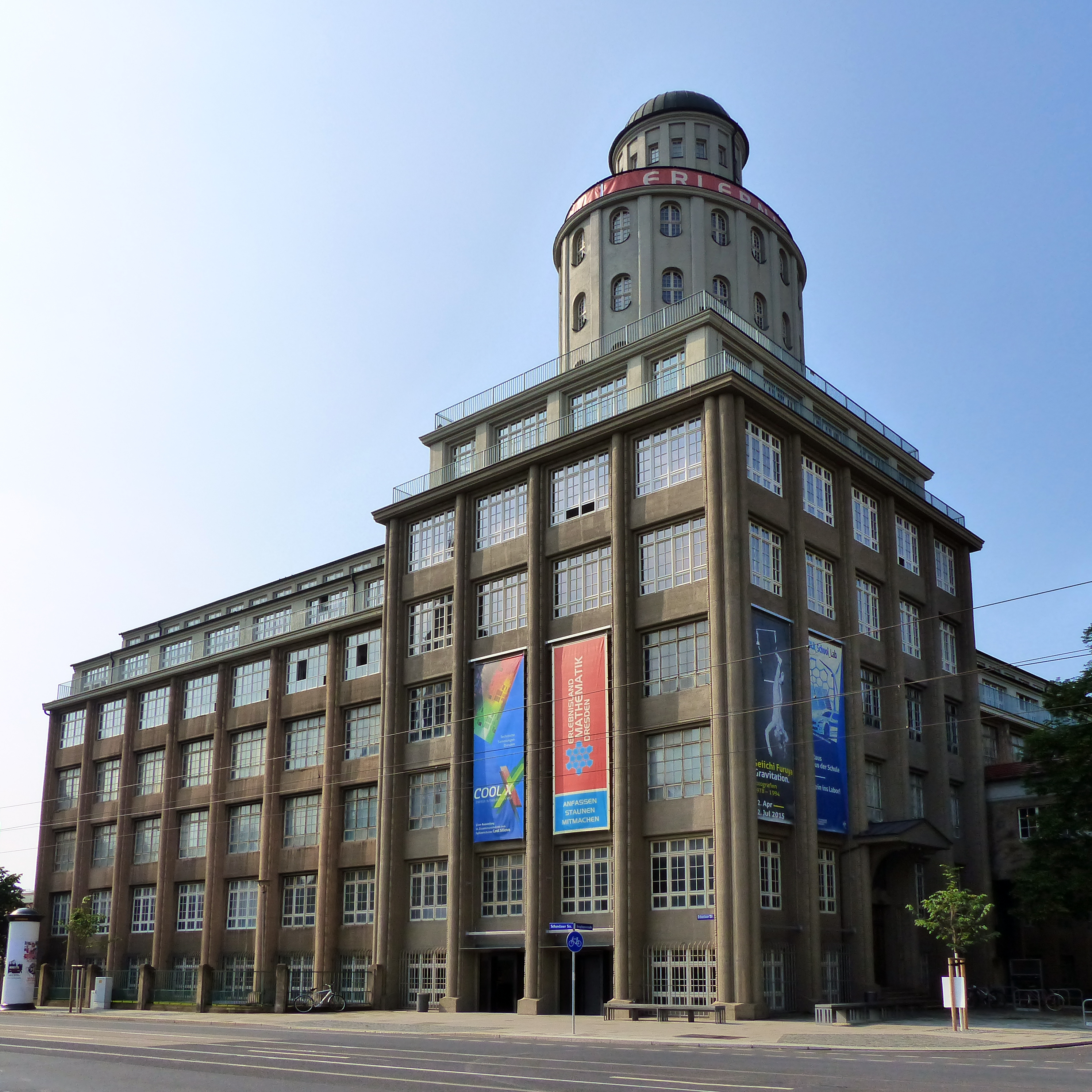
Ehem. Ernemann-Werke von 1923 in Striesen, Junghansstr. 1
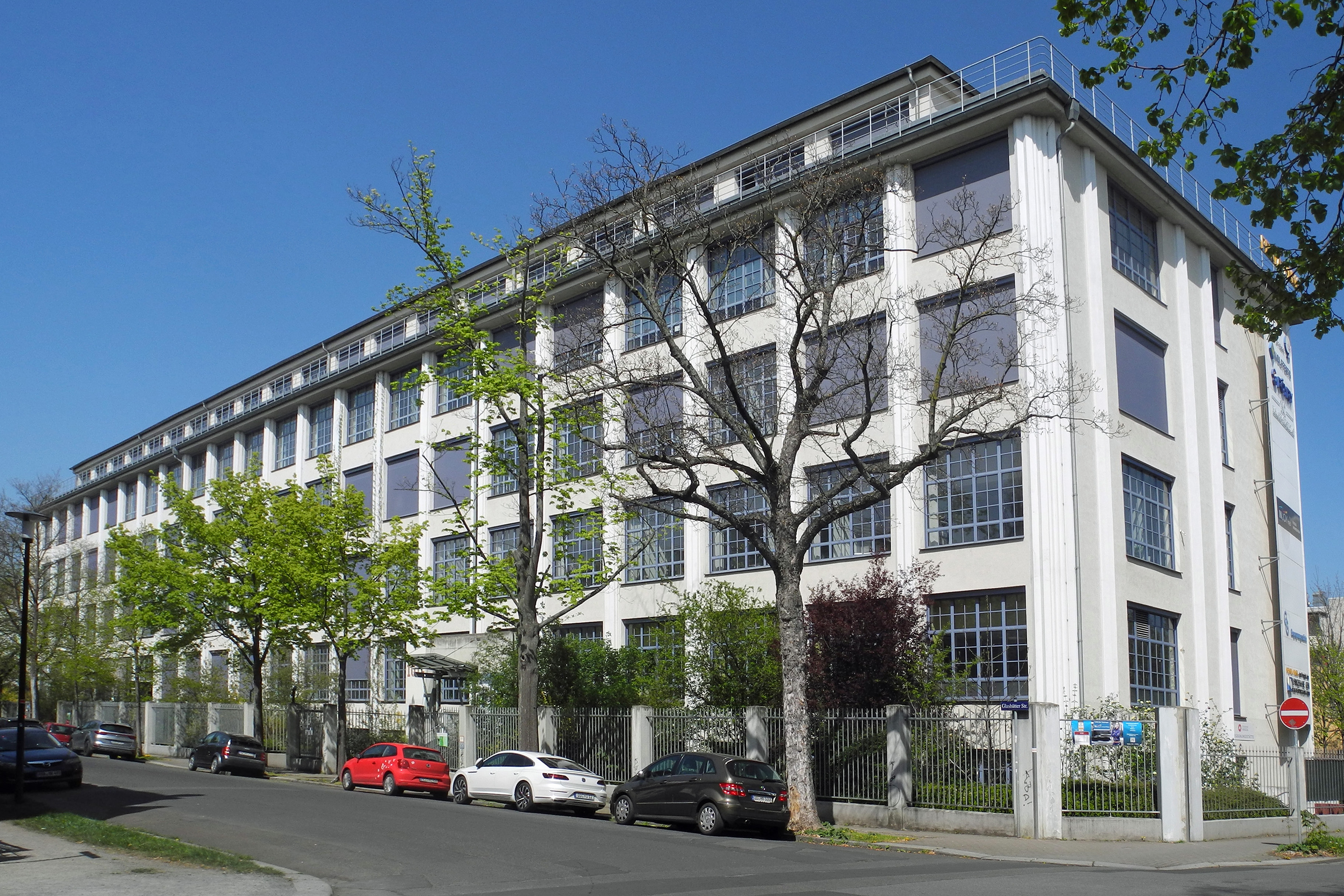
Ehem. Zeiss-Ikon-Werk in Dresden-Striesen, Glashütter Str. 101
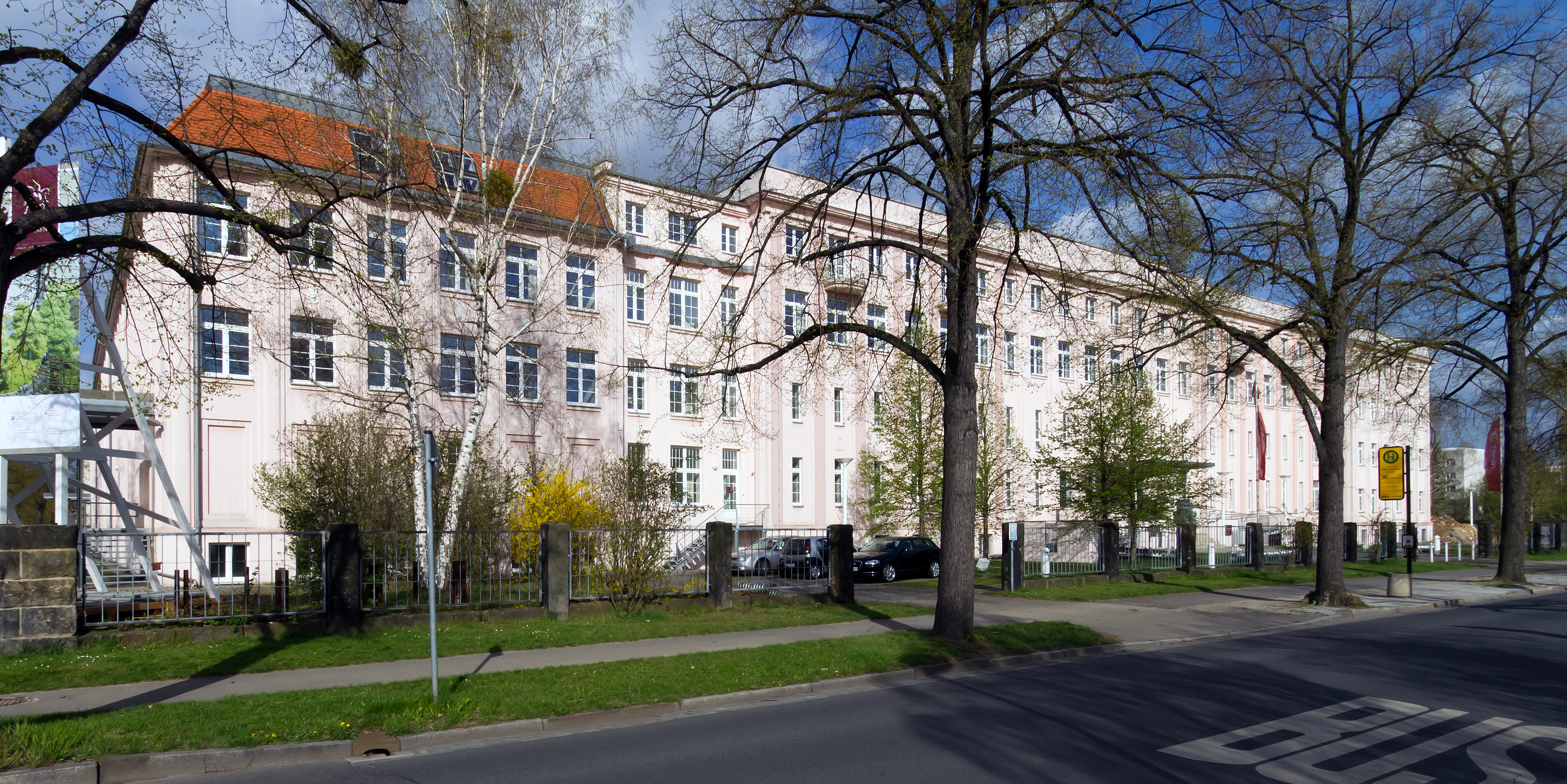
Ehem. Mimosa AG in Dresden-Gruna, Hepkestr. 115
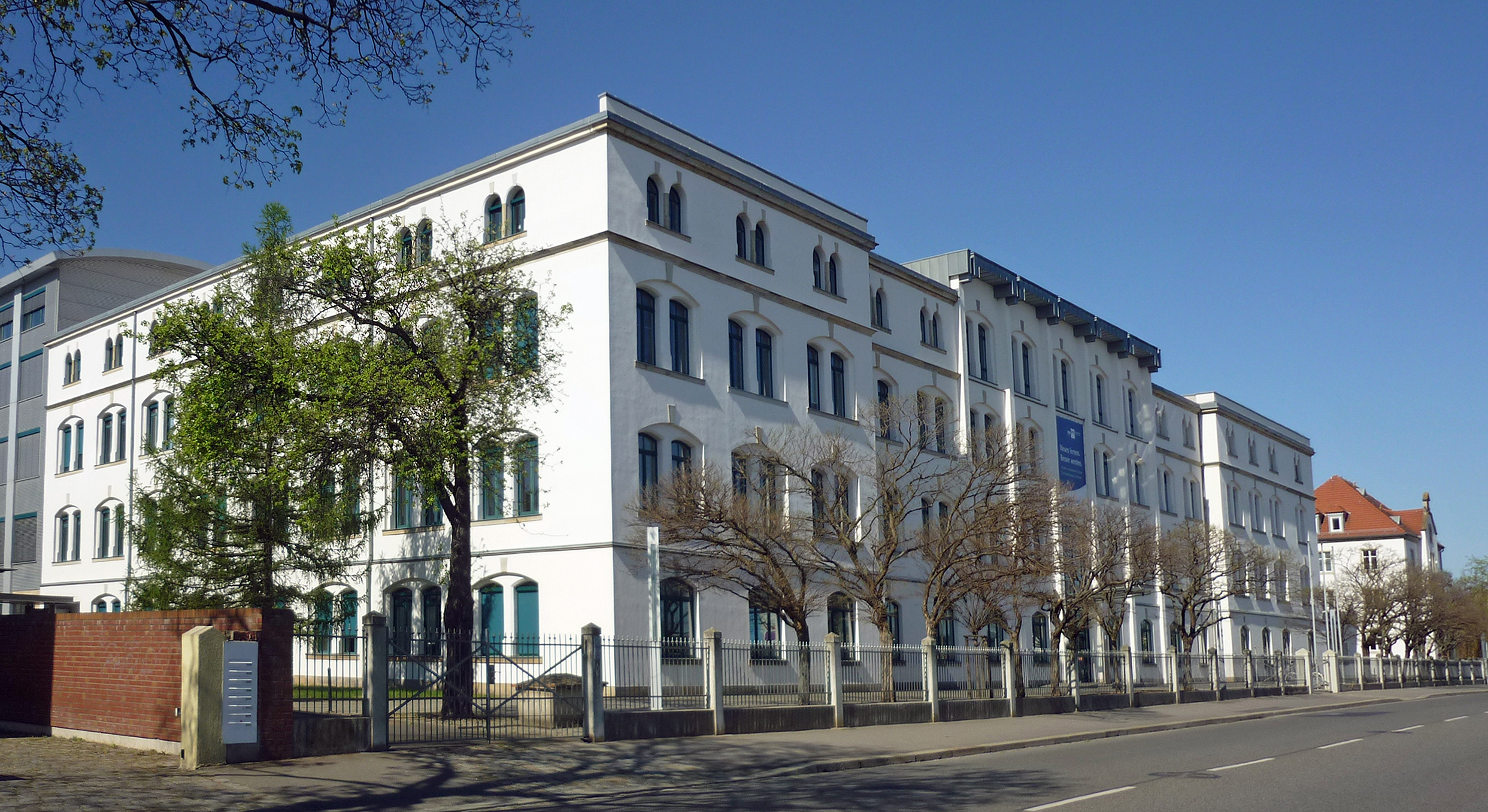
Emil Wünsche AG Dresden-Reick, Mügelner Str. 40
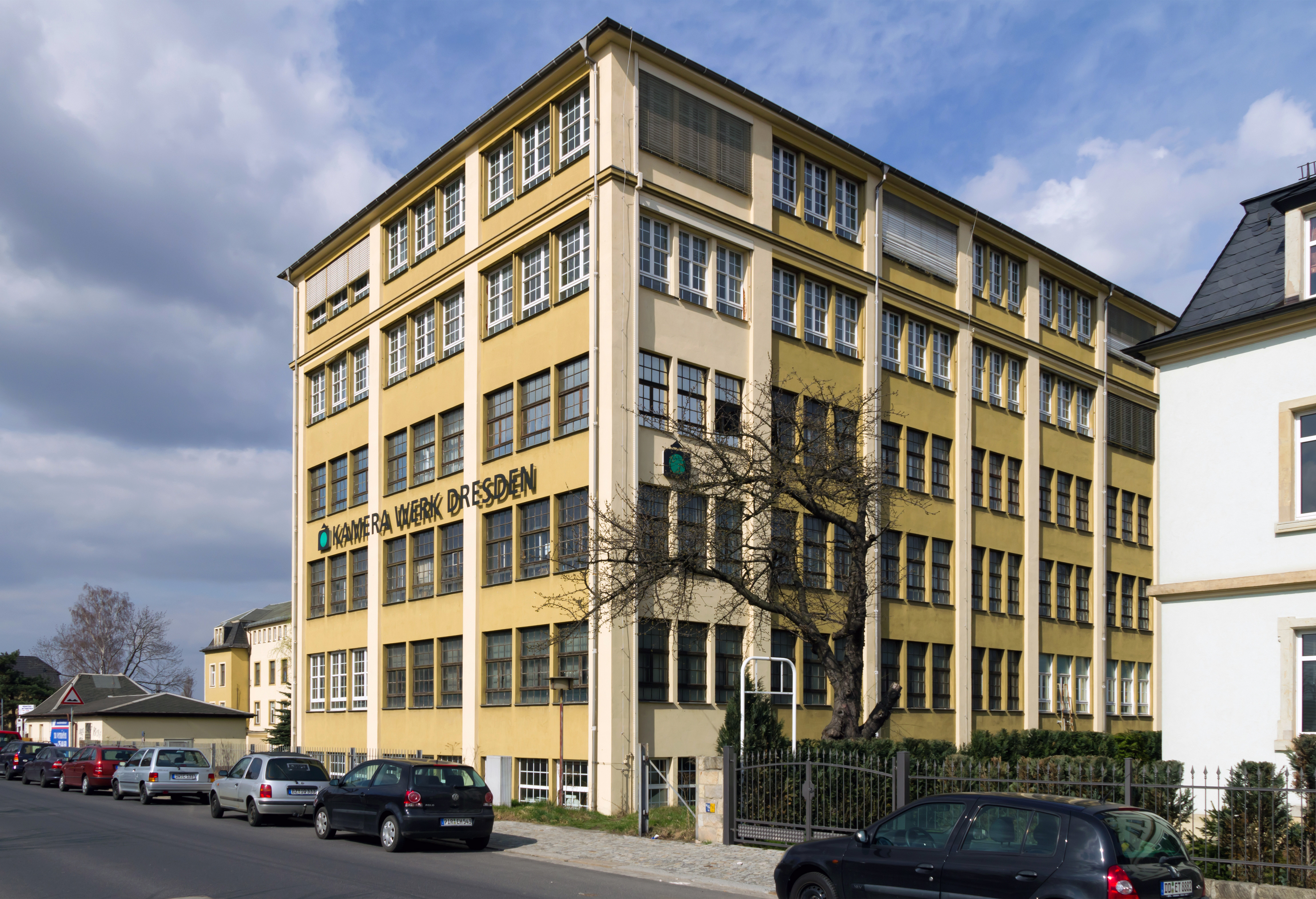
Kamerawerk Dresden-Niedersedlitz, Bismarckstr. 56
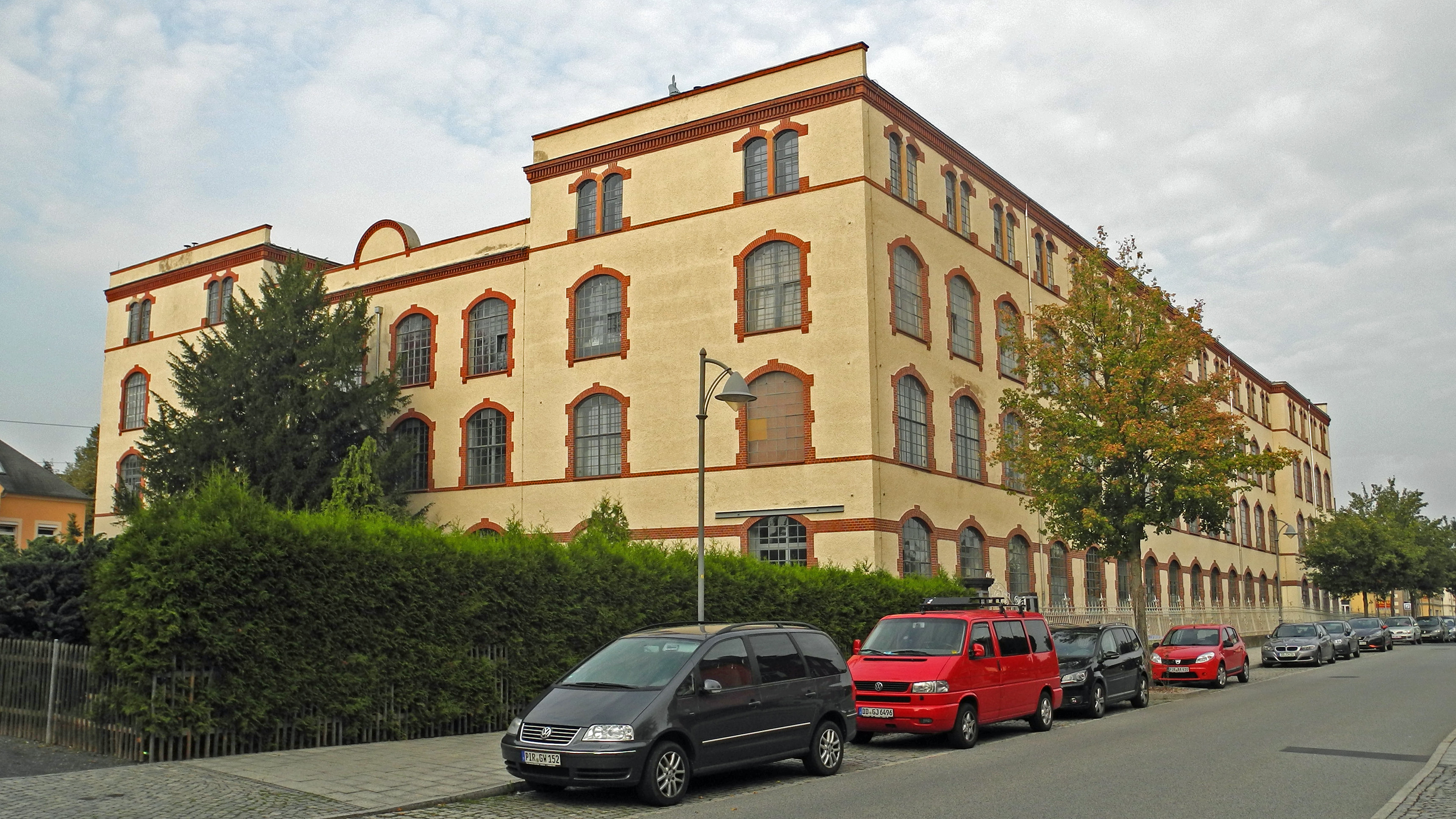
Ehem. Lambda-Werk der Zeiss Ikon AG in Heidenau, Bismarckstr. 21
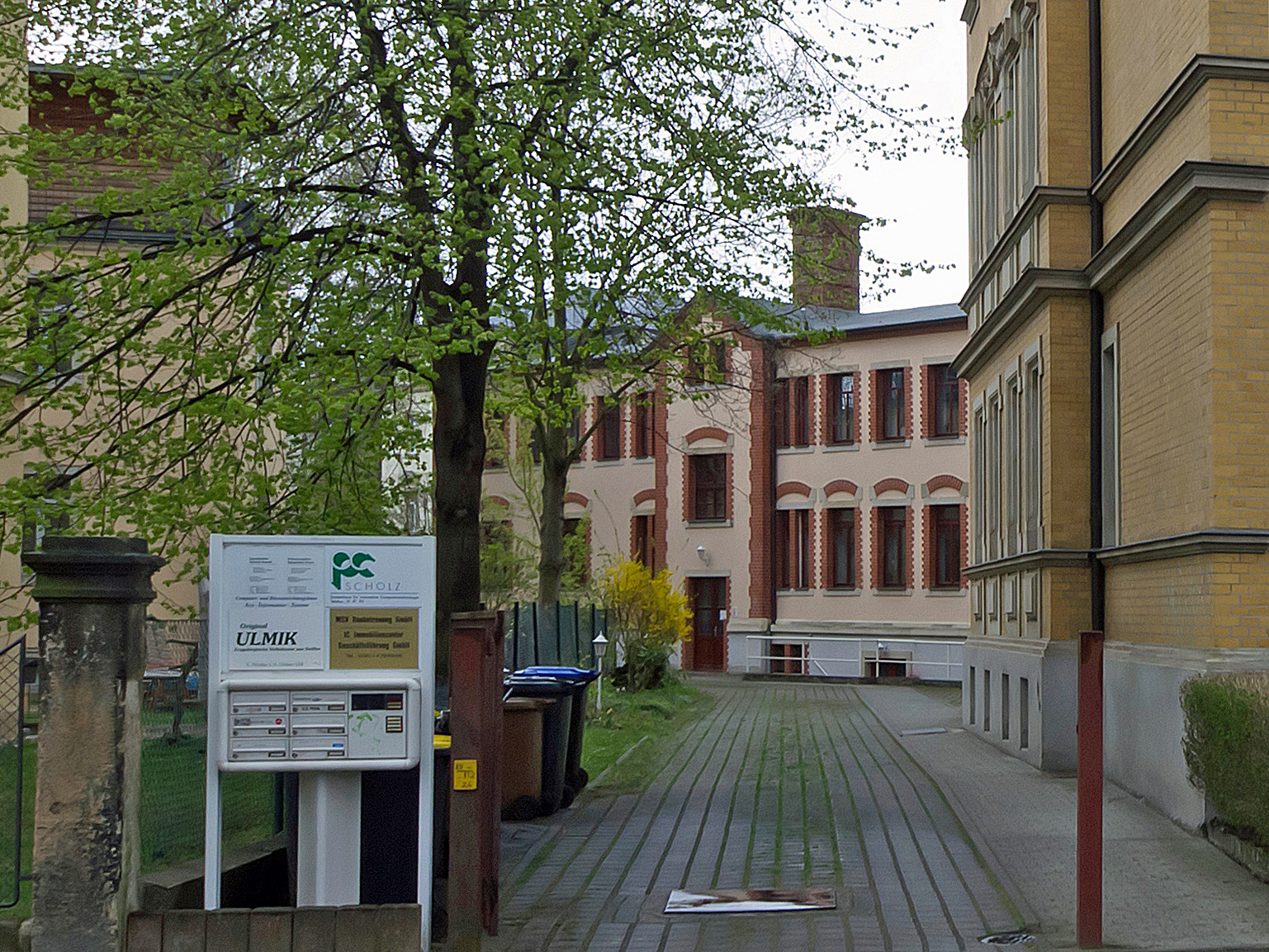
Ehem. Fabrik photographischer Apparate H. Feiertag Striesen, Hüblerplatz 2
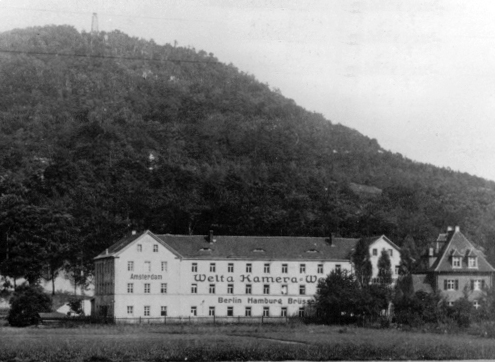
Ehem. Welta-Kamera-Werk Freital
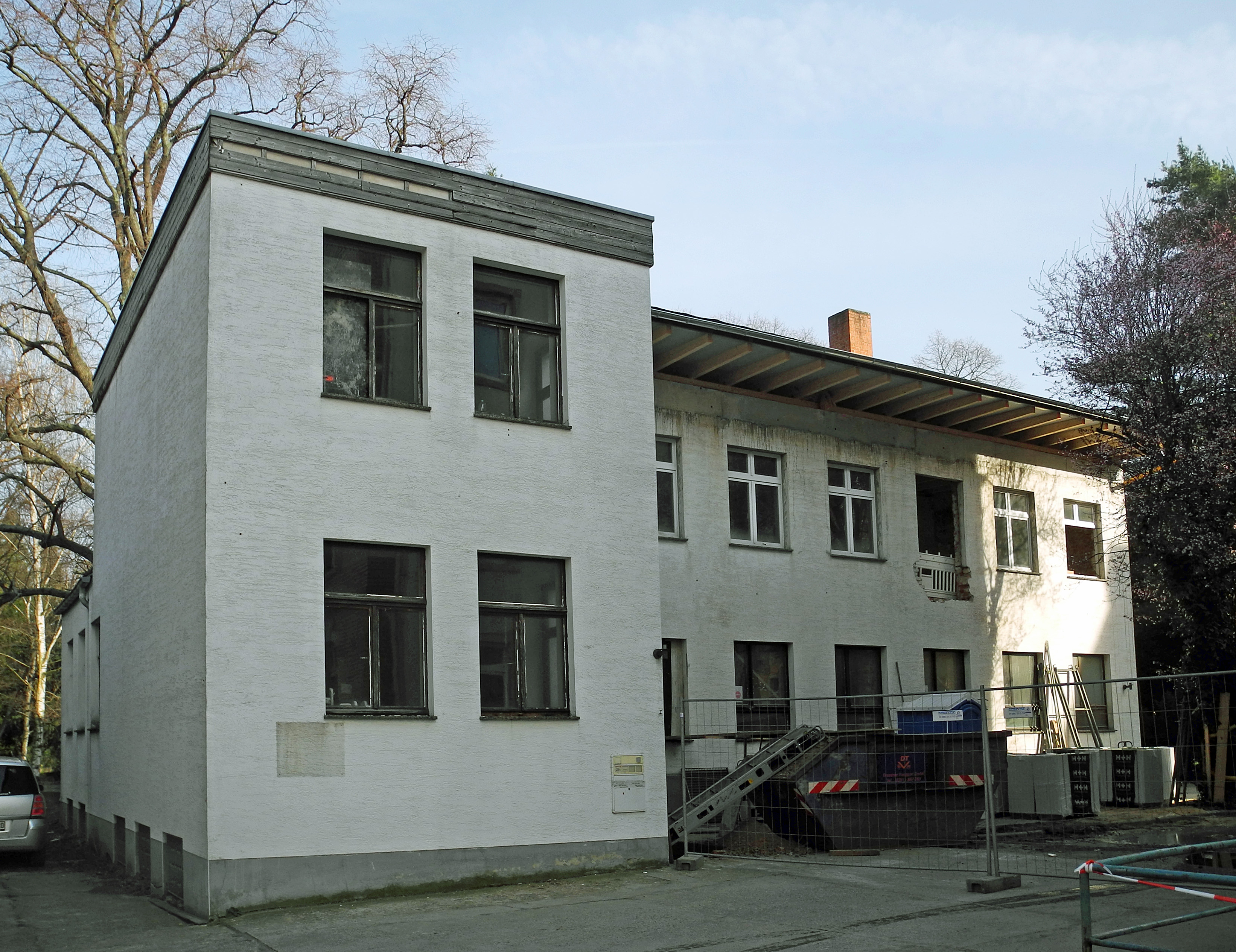
Ehem. Zeh-Camera-Fabrik in Dresden-Löbtau, Deubener Str. 29